# یواس‌اس یونیون
یواس‌اس یونیون ممکن است به یکی از موارد زیر اشاره داشته باشد:
- یواس‌اس یونیون (ای‌کی‌ای-۱۰۶)
- یواس‌اس یونیون (۱۸۴۱)